# Крижановський Антін
Антін Крижановський — директор Катеринославського реального училища (з 1902), один із засновників Катеринославської ученої архівної комісії, учасник установчих зборів 16 березня 1903. Активіст Катеринославської «Просвіти» (до свого виїзду з Катеринослава до Одеси). 

## Життєпис
19 листопада 1908 Крижановський читав у Катеринославській «Просвіті» лекцію «Кооперативні товариства в Західній Європі та Росії», у першій половині 1909 одну лекцію з політичної економії (про гроші).
Крижановський — дійсний член Катеринославської губернської вченої архівної комісії (1910), на той час — одесит. Його згадує, пишучи про Одесу 1894—1895, Євген Чикаленко: 

«Решта членів Громади, душ до двадцяти п’яти, переважно гімназіальні учителі, були люди ідейні, віддані щиро справі національного відродження українського народу. З них, крім згаданих, були: старий Мих. Боровський, Антін Крижановський...»

Як колезький асесор, став працювати з 9 січня 1878 викладачем російської мови та словесності в Одеському реальному училищі св. Павла. У 1892 призначений виконувачем обов’язки інспектора цього училища. Виконував їх і в 1901, мешкаючи в Одесі по вул. Херсонській, 21.
Під час служби в 1886—1902 нагороджений орденами Св. Станіслава 3-2 ступенів, Св. Анни 3-2 ступенів і одержав чин статського радника. 7 жовтня 1902 призначений директором 1-го реального училища в Катеринославі.
У 1890-х — один з активних діячів Одеської громади. За спогадами А. Синявського, Крижановський «часто давав притул для зборів Громади в помешканні (Одеської) реальної школи».
Одним з учнів Крижановського був Лев Троцький (в учнівстві — Бронштейн). В автобіографічній книзі «Моє життя» (1929) він кілька десятків сторінок відвів періоду свого навчання в Одеському реальному училищі св. Павла (1888—1895), схарактеризував цей навчальний заклад і своїх педагогів. Про себе написав в третій особі: «Учителі теж схвалювали його, а деякі, як Крижановський, навіть і дуже висували».
Ось що пише Троцький про цей навчальний заклад: 

«Реальне училище св. Павла за походженням своїм було німецьким навчальним закладом. Воно виникло при лютеранській церковній громаді і обслуговувало численних німців Одеси і південного району взагалі. Хоча училище св. Павла було наділене державними правами, але позаяк у ньому було лише шість класів, то для вступу до вищого навчального закладу потрібно було пройти через сьомий клас при другому реальному училищі: передбачалося, напевне, що в останньому класі буде вибито надлишок німецького духу. А втім, і в самому училищі св. Павла дух цей рік у рік зменшувався. Школярі-німці становили менше половини, зі шкільної адміністрації німці наполегливо витіснялися.
...Процент диваків серед людей дуже значний, та особливо він великий поміж учителів. У реальному училищі св. Павла рівень вчителів був, напевне, вище середнього. Училище вважалося добрим, і не без підстав: режим був суворий, вимогливий, віжки рік у рік натягалися тугіше, особливо після того, як директорська влада з рук Шваннебаха (Християна Християновича) перейшла до рук Миколи Антоновича Камінського.
...Коли Шваннебаха, в інтересах русифікації, замінили Камінським, в інспектори вийшов Антон Васильович Крижановський, учитель словесності. Це був рудобородий хитрун з семінаристів, великий любитель подарунків, з ледь-ледь ліберальним нашаруванням, який дуже вміло прикривав думки награною лагідністю. Діставши призначення інспектора (у 1892), він зразу став суворішим і консервативнішим. Крижановський викладав російську мову з першого класу. Мене він виділив за грамотність і любов до мови. Мої письмові роботи, за правилом, яке твердо встановилося, він читав у класі вголос і ставив мені п’ять з плюсом».

Зараз важко сказати, наскільки Троцький був об’єктивним в оцінці своїх учителів. Пишучи спогади на еміграції, він, можливо, не хотів наражати їх на небезпеку. Про себе ж самого, як хлопчика, він писав, що був, поза сумнівом, самолюбним, запальним, незгідливим.
Але факти, які він наводить щодо Крижановського, свідчать, що він у цілому доброзичливо ставився до Троцького, намагався захищати в конфліктних ситуаціях. Якось у другому класі Льова Бронштейн вирішив видавати шкільний журнал, який було названо «Крапля». 

«Думка була така: другий клас реального училища святого Павла вносить свою краплю в океан літератури.
Я написав на цю тему вірша, який виконував обов’язки програмної статті. Були вірші й оповідання, здебільшого мої ж. Один з мальовників прикрасив обкладинку складним орнаментом. Хтось запропонував показати «Краплю» Крижановському. Цю місію взяв на себе Ю., який мешкав у Крижановського на квартирі. Він виконав завдання блискуче: встав зі свого місця, підійшов до кафедри, твердо поклав на неї «Краплю», шанобливо уклонився і твердою ходою повернувся назад. Усі завмерли. Крижановський подивився на обкладинку, зробив гримаси вусами, бровами та бородою і мовчки став читати.
У класі стояла повна тиша, лише ледве шурхотіли сторінки «Краплі». Потім Крижановський встав з кафедри й дуже проникливо прочитав мою «Крапельку чисту». «Добре?» — запитав він. «Добре», — відповів досить дружний хор. «Добре то воно добре, — сказав Крижановський, — тільки автор віршування не знає. Ану ж бо, чи знаєш ти, що таке дактиль?» — звернувся він до мене, розпізнавши автора за прозорим псевдонімом. «Ні, не знаю», — зізнався я. «Ну, так я розповім». І закинувши на декілька уроків граматику і синтаксис, Крижановський пояснював другокласникам таємниці метричного віршування. «А щодо журналу, — сказав він наприкінці, — краще хай це буде не журнал, і океану письменства не треба, а нехай це буде просто зошит ваших вправ». Річ у тому, що шкільні журнали були заборонені».

Як видно з наведеного Троцьким прикладу, Крижановський по-справжньому любив свій предмет і намагався остерегти малечу від небажаних ускладнень, й доброзичливість його була не удаваною, а справжньою. Таким чином, Троцький сам спростовує видану ним характеристику Крижановського. У старших класах, згадував Троцький, викладання літератури перейшло з рук Крижановського у руки іншого викладача, Гамова. При ньому стався конфлікт, внаслідок чого Троцький потрапив до карцеру на 24 години.
При Крижановському такого не траплялося. Троцький згадує Крижановського й у зв’язку з випускними іспитами: 

«Шостий клас пройшов без пригод. Усім хотілося якнайскоріше дотягти шкільні лямки. Випускні іспити мали урочистий характер: в актовому залі і за участю університетських професорів, відряджених навчальним округом. Директор щоразу урочисто відкривав пакет, який прийшов від опікуна, в котрому містилася тема письмової роботи.
Після її розголошення лунало спільне зітхання переляку, наче всіх одразу занурювали в холодну воду. Від нервової напруги здавалося, що завдання абсолютно не під силу. Але далі виявлялося, що справа не така страшна.
До кінця належних двох годин учителі допомагали нам обманювати пильність округу. Закінчивши свою роботу, я не здавав її, а залишався, за мовчазною згодою з інспектором Крижановським, у залі та вступав у жваве листування з тими, у кого справи були кепські».

На жаль, бракує таких живих спогадів про Крижановського, які стосуються його катеринославського періоду. Чудово, що Л. Троцький залишив спогади, які малюють людський образ Крижановського.
У 1928 Крижановський жив у Одесі і був «героєм праці». На той час була жива і його дружина, теж давній член одеської української громади Євдокія Крижановська.